# Herrnröther- und Bornwaldswiesen von Sprendlingen mit angrenz.Fl.
Herrnröther- und Bornwaldswiesen von Sprendlingen mit angrenz.Fl. este o arie protejată (arie specială de conservare — SAC, sit de importanță comunitară — SCI) din Germania întinsă pe o suprafață de 51,12 ha, integral pe uscat.

## Localizare
Centrul sitului Herrnröther- und Bornwaldswiesen von Sprendlingen mit angrenz.Fl. este situat la coordonatele 50°01′34″N 8°43′08″E / 50.0261°N 8.7189°E.

## Înființare
Situl Herrnröther- und Bornwaldswiesen von Sprendlingen mit angrenz.Fl. a fost declarat sit de importanță comunitară în iunie 2000 pentru a proteja 8 specii de animale. Situl a fost protejat și ca arie specială de conservare în martie 2008.

## Biodiversitate
Situată în ecoregiunea continentală, aria protejată conține 3 habitate naturale: Formațiuni ierboase bogate în specii de Nardus, dezvoltate pe substraturi silicioase în zone montane (și în zone submontane, în Europa continentală), Pajiști cu Molinia pe soluri calcaroase, turboase sau argilos-nămoloase (Molinion caeruleae), Fânețe de joasă altitudine (Alopecurus pratensis, Sanguisorba officinalis).
La baza desemnării sitului se află mai multe specii protejate:
- păsări (7): fâsă de luncă (Anthus pratensis), becațină comună (Gallinago gallinago), sfrâncioc roșiatic (Lanius collurio), gaia roșie (Milvus milvus), pietrar sur (Oenanthe oenanthe), ciocănitoare verzuie (Picus canus), mărăcinar (Saxicola rubetra)
- nevertebrate (1): phengaris nausithous (Maculinea nausithous)

Pe lângă speciile protejate, pe teritoriul sitului au mai fost identificate 10 specii de plante, 1 specie de păsări, 4 specii de amfibieni, 8 specii de nevertebrate, 1 specie de reptile.